# Brian Lynch (Musiker)
Brian Hollister Lynch (* 12. September 1956 in Urbana, Illinois) ist ein US-amerikanischer Trompeter und Flügelhornist des Modern Jazz.

## Leben und Wirken
Lynch wuchs in Milwaukee in einer musikalischen Familie auf; der Vater war Amateurtrompeter. Von 1975 bis 1980 wurde er am Musikkonservatorium von Wisconsin unterrichtet und machte dann Privatstudien bei Doug Myers (1972–1973) und Lonnie Hillyer (1981–1982). Er trat zunächst in Gruppen um Buddy Montgomery und den Organisten Melvin Rhyne auf. 1980/81 spielte er in San Diego mit Charles McPherson und mit Rob Schneiderman. 1981 zog er nach New York City, wo er auch auf Vermittlung von Claudio Roditi Arbeit bei Eddie Palmieri und in anderen Salsabands fand. Ab 1982 war er zudem Mitglied im Quartett von Horace Silver, bei Junior Cook und bei Jack McDuff; auch spielte er im Orchester von Toshiko Akiyoshi (bis 1988). Weiterhin arbeitete er bei Mel Lewis und bei George Russell, um dann Mitglied der Jazz Messengers zu werden. Daneben leitet Lynch auch regelmäßig eigene Bands, so sein „Latin Jazz and Beyond Quartet“ oder ein „Electro-Acoustic Quartet“. Seit 1992 gehörte er zur Band von Phil Woods. 
Lynch wirkte darüber hinaus an Einspielungen von Benny Golson, Conrad Herwig, Donald Harrison, Herb Robertson (Shades of Bud Powell), Jim Snidero oder Prince (Emancipation) mit und ging mit Art Farmer und mit der Phil Morris Superband auf Tour. Sein gemeinsam mit Eddie Palmieri vorgelegtes Album Simpático erhielt 2007 den Grammy für Latin Jazz. Lynchs erstes Bigband-Album The Omni-American Book Club erhielt im Januar 2020 einen Grammy Award in der Kategorie Best Large Jazz Ensemble Album.
Lynch ist Hochschullehrer an der New York University, hält aber auch Trompeten-Workshops an anderen Einrichtungen ab. 2012/13 war er Artist in Residence am Wisconsin Conservatory of Music.

## Diskographische Hinweise
- Back Room Blues (1989)
- Keep Your Circle Small (1995)
- Spheres of Influence (1997)
- Tribute to the Trumpet Masters (2000)
- 24/7 (2002)
- The Brian Lynch/Eddie Palmieri Project: Simpático (2006)
- Unsung Heroes (2010)
- Madera Latino: A Latin Jazz Perspective on the Music of Woody Shaw (2016)
- Bryan Lynch Big Band: The Omni-American Book Club (2019)
- Songbook Vol. 1: Bus Stop Serenade (Hollistic Music Works, 2021)
- Songbook, Vol. 2: Dance the Way U Want To (2022)

## Lexigraphische Einträge
- Leonard Feather, Ira Gitler: The Biographical Encyclopedia of Jazz. Oxford University Press, New York 1999, ISBN 0-19-532000-X.
- Martin Kunzler: Jazz-Lexikon. Band 1: A–L (= rororo-Sachbuch. Bd. 16512). 2. Auflage. Rowohlt, Reinbek bei Hamburg 2004, ISBN 3-499-16512-0.